# Portland Trail Blazers 1988-1989
La stagione 1988-89 dei Portland Trail Blazers fu la 19ª nella NBA per la franchigia.
I Portland Trail Blazers arrivarono quinti nella Pacific Division della Western Conference con un record di 39-43. Nei play-off persero al primo turno con i Los Angeles Lakers (3-0).

## Roster
| N° | Naz.                   | Ruolo | Sportivo         | Anno | Alt. | Peso |
| -- | ---------------------- | ----- | ---------------- | ---- | ---- | ---- |
| 00 | Stati Uniti (bandiera) | C     | Kevin Duckworth  | 1964 | 213  | 125  |
| 2  | Stati Uniti (bandiera) | AC    | Mark Bryant      | 1965 | 206  | 111  |
| 7  | Stati Uniti (bandiera) | GA    | Brook Steppe     | 1959 | 196  | 88   |
| 10 | Stati Uniti (bandiera) | G     | Craig Neal       | 1964 | 196  | 75   |
| 11 | Stati Uniti (bandiera) | G     | Clinton Wheeler  | 1959 | 185  | 84   |
| 14 | Stati Uniti (bandiera) | G     | Jerry Sichting   | 1956 | 185  | 76   |
| 21 | Stati Uniti (bandiera) | G     | Danny Young      | 1962 | 191  | 79   |
| 22 | Stati Uniti (bandiera) | GA    | Clyde Drexler    | 1962 | 201  | 95   |
| 24 | Stati Uniti (bandiera) | GA    | Adrian Branch    | 1963 | 201  | 84   |
| 25 | Stati Uniti (bandiera) | A     | Jerome Kersey    | 1962 | 201  | 98   |
| 27 | Stati Uniti (bandiera) | AC    | Caldwell Jones   | 1950 | 211  | 98   |
| 30 | Stati Uniti (bandiera) | G     | Terry Porter     | 1963 | 191  | 88   |
| 31 | Stati Uniti (bandiera) | C     | Sam Bowie        | 1961 | 216  | 107  |
| 32 | Brasile (bandiera)     | C     | Rolando Ferreira | 1964 | 216  | 109  |
| 33 | Stati Uniti (bandiera) | AC    | Steve Johnson    | 1957 | 208  | 107  |
| 35 | Stati Uniti (bandiera) | AC    | Richard Anderson | 1960 | 208  | 109  |
| 55 | Stati Uniti (bandiera) | A     | Kiki Vandeweghe  | 1958 | 203  | 100  |

## Staff tecnico
- Allenatori: Mike Schuler (25-22) (fino al 18 febbraio)[1], Rick Adelman (14-21)
- Vice-allenatori: Rick Adelman (fino al 18 febbraio), Jack Schalow, John Wetzel, Maurice Lucas